# بین خودمان (فیلم)
بین خودمان (انگلیسی: Entre Nous) فیلمی فرانسوی در سبک زندگینامه‌ای است که در سال ۱۹۸۳ منتشر شد.

## بازیگران
- میو-میو
- ایزابل هوپر
- ژان-پیر باکری
- کریستین پاسکال
- دومینیک لاوانان
- فرانسوا کلوزه
- پاتریک بوشو
- روبن رنوچی